# IO Большого Пса
IO Большого Пса (лат. IO Canis Majoris), HD 42968 — двойная затменная переменная звезда типа Алголя (EA) в созвездии Большого Пса на расстоянии приблизительно 577 световых лет (около 177 парсеков) от Солнца. Видимая звёздная величина звезды — от +8,84m до +8,38m. Орбитальный период — около 2,8721 суток.

## Характеристики
Первый компонент — белая Am-звезда спектрального класса A1mA5-F2.